# Пацифички обруч
Пацифички обруч је политички и економски термин којим се означавају земље смештене на рубовима Тихог океана и бројне острвске државе у регији. Најважнији трговински и културни град Пацифичког обруча је Токио. Остала важна средишта су Шангај, Хонгконг, Сингапур, Куала Лумпур, Сеул, Лос Анђелес, Сан Франциско, Сијетл, Ванкувер и Сиднеј. Хонолулу је седиште разних међувладиних и невладиних организација Пацифичког обруча укључујући Источно-западни центар и RIMPAC.
Регија пружа велику разноликост - економски динамизам Хонгконга, Тајвана и Сингапура, врхунска технологија Јапана, Кореје и западних Сједињених Држава, природна богатства Аустралије, Канаде, Филипина и руског Далеког истока, људски ресурси Кине и Индонезије, пољопривредна продуктивност Чилеа, Новог Зеланда, Филипина и Сједињених Држава.
Неки теоретичари сматрају да би се, релативним опадањем старих средишта индустријализма у Европи и источној Северној Америци, средиште светске економске активности могло преусмерити на Пацифички обруч.

## Земље укључене у Пацифичком ожиљку
| - Источна Азија - Русија - Јапан - Северна Кореја - Јужна Кореја - Кина - Хонг Конг - Макао - Република Кина - Југоисточна Азија - Вијетнам - Камбоџа - Тајланд - Малезија - Сингапур - Брунеј - Индонезија - Филипини - Источни Тимор | - Океанија (Суверена држава) - Аустралија - Палау - Савезне Државе Микронезије - Папуа Нова Гвинеја - Соломонова Острва - Науру - Маршалска Острва - Вануату - Нови Зеланд - Тувалу - Фиџи - Кирибати - Тонга - Самоа - Нијуе - Кукова Острва | - Океанија (Зависна територија) - Државе и територије Аустралије - Острво Норфок - Краљевство Нови Зеланд - Токелау - Француске прекоморске територије - Нова Каледонија - Валис и Футуна - Француска Полинезија - Британске прекоморске територије - Острва Питкерн - Острвске територије САД - Северна Маријанска Острва - Гвам - Америчка Самоа - Сједињене Америчке Државе - Хаваји - Чиле - Ускршње острво | - Северна Америка - Канада - Сједињене Америчке Државе - Мексико - Средња Америка - Гватемала - Салвадор - Хондурас - Никарагва - Костарика - Панама - Јужна Америка - Колумбија - Еквадор - Перу - Чиле |

## Продавница
Пацифиика обала је дом вежини од 10 најзаузиманијих контејнера и садрћи 29 од 50:
| - Јужна Кореја - Бусан (5.) - Јапан - Јокохама (36.) - Токио (25.) - Нагоyа (47.) - Кобе (49.) - Република Кина - Каохсиунг (12.) - Хонг Конг - Хонг Конг (3.) | - Кина - Шангај (1.) - Љензен (4.) - Нингбо (6.) - Гуангзхоу (7.) - Ћингдао (8.) - Тианђин (10.) - Xиамен (19.) - Далиан (21.) - Лианиунгунг (30.) - Јингкоу (34.) | - Филипини - Манила (37.) - Вијетнам - Сајгон (28.) - Тајланд - Лаем Цхабанг (22.) - Малезија - Порт Кланг (13.) - Тањунг Пелепас (16.) - Сингапур - Сингапур (2.) | - Индонезија - Јакарта (24.) - Сурабаја (38.) - Канада - Ванкувер (50.) - Сједињене Америчке Државе - Лос Анђелес (17.) - Лонг Бии (18.) - Сијетл/Такома (48.) - Панама - Балбоа (43.) |

## Више информација
- Азијско-пацифичка економска сарадња (APEC)
- Тихоокеански век
- Главни градови Пацифичког обруча (Главни и остали градови у Пацифичком обручу)
- Тихоокеански ватрени прстен